# Kovelenberg
Kovelenberg ist eine Ortslage in der bergischen Großstadt Solingen.

## Lage und Beschreibung
Der Ort befindet sich zwischen der Bahnstrecke Düsseldorf–Solingen und dem Hermann-Löns-Weg im Westen des Solinger Stadtteils Ohligs. Er bildet mit ehemals benachbarten Einzelhöfen und -häusern heute ein geschlossenes Wohngebiet nördlich der Ohligser Heide. Bei Kovelenberg entspringt der Kovelenberger Bach, der nahe der Autobahn 3 in den Garather Mühlenbach mündet. Benachbarte Orte sind bzw. waren: Heide, Bauermannsheide, Dunkelnberg, Hassels, Engelsberger Hof und Verlach auf Solinger Stadtgebiet sowie Kalstert und Trotzhilden auf Hildener Stadtgebiet.

## Etymologie
Der Ortsname geht wohl auf den Familiennamen Kovelen zurück, der im Bergischen Land mehrfach vorkommt.

## Geschichte
Die Topographische Aufnahme der Rheinlande von 1824 verzeichnet nur drei unbenannte Einzelhäuser an der Stelle des heutigen Kovelenbergs. Die Charte der Bürgermeisterei Merscheid aus dem Jahr 1830 zeigt den Ort unbeschriftet in der Flur II. Kovelenberger Heide gelegen. Die Preußische Uraufnahme von 1844 verzeichnet bereits fünf unbenannte Wohnplätze. In der Hofacker-Karte von 1898 ist der mittlerweile zusammengewachsene Ort als Heide benannt.
Nach Gründung der Mairien und späteren Bürgermeistereien Anfang des 19. Jahrhunderts gehörte Kovelenberg zur Bürgermeisterei Merscheid, die 1856 zur Stadt erhoben und im Jahre 1891 in Ohligs umbenannt wurde. Eine der Flure der Stadt Merscheid erhielt 1830 den Namen Kovelnberger Heide. Die Bahnstrecke Düsseldorf–Ohligs wurde auf dem Abschnitt von Hilden bis Ohligs im Jahre 1894 fertiggestellt. Sie zweigt  bei Kottendorf von der Bahnstrecke nach Haan ab und führt nördlich an Kovelenberg vorbei. Seit 1979/80 diente sie ausschließlich dem S-Bahn-Verkehr, wird seit Dezember 2022 aber auch vom neuen Düssel-Wupper-Express befahren.
Mit der Städtevereinigung zu Groß-Solingen im Jahre 1929 wurde Kovelenberg ein Ortsteil Solingens. Die Ortsbezeichnung Kovelenberg wurde im April 1935 als Straßenname wiedereingeführt, als eine Stichstraße von der Teichstraße diesen Namen erhielt. Die umgebenden Einzelhöfe und -häuser verdichteten sich im 20. Jahrhundert zu dem heute vorhandenen geschlossenen Wohngebiet zwischen Hermann-Löns-Weg, Teichstraße und der Bahnstrecke. Das 1919 eröffnete Landhaus Kovelenberg, ein stadtweit bekanntes Ausflugslokal, schloss im Mai 2019. Seit Februar 2023 wird es als indisches Restaurant wieder bewirtschaftet.